# Mistrzostwa Europy w Lekkoatletyce 1954 – bieg na 800 m mężczyzn

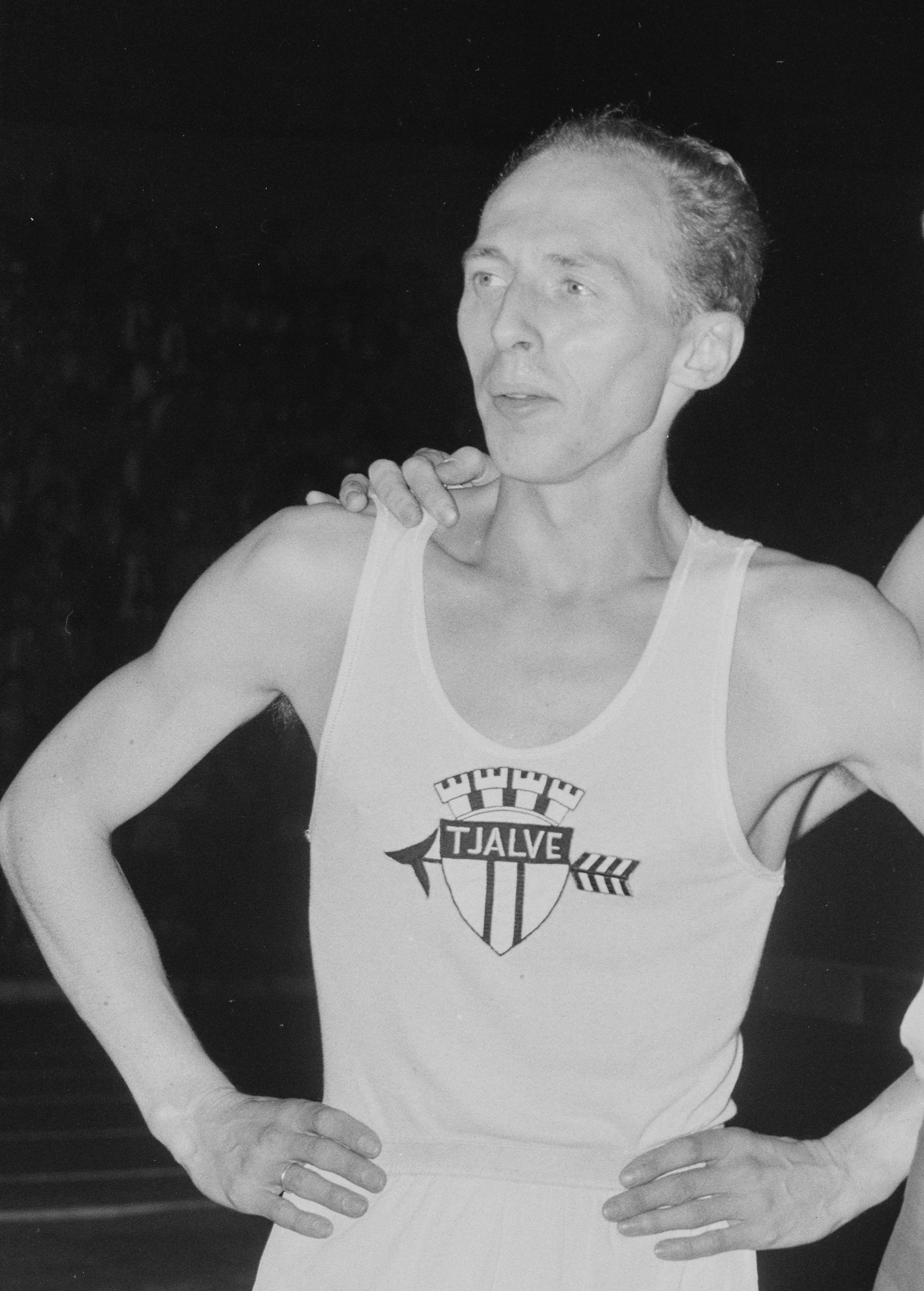
Audun Boysen

Bieg na dystansie 800 metrów mężczyzn był jedną z konkurencji rozgrywanych podczas V Mistrzostw Europy w Bernie. Biegi eliminacyjne zostały rozegrane 25 sierpnia, półfinałowe 27 sierpnia, a bieg finałowy 28 sierpnia 1954 roku. Zwycięzcą tej konkurencji został Węgier Lajos Szentgáli. W rywalizacji wzięło udział trzydziestu jeden zawodników z dziewiętnastu reprezentacji.

## Rekordy
| Rekord świata     | Rudolf Harbig (GER) | 1:46,6 | Mediolan, Włochy | 15.07.1939 |
| Rekord Europy     | Rudolf Harbig (GER) | 1:46,6 | Mediolan, Włochy | 15.07.1939 |
| Rekord mistrzostw | John Parlett (GBR)  | 1:50,5 | Bruksela, Belgia | 26.08.1950 |

## Wyniki

### Eliminacje
Bieg 1
| Miejsce | Zawodnik         | Czas   | Uwagi |
| ------- | ---------------- | ------ | ----- |
| 1       | Olaf Lawrenz     | 1:52,0 | Q     |
| 2       | Lucien De Muynck | 1:52,2 | Q     |
| 3       | István Bárkányi  | 1:52,4 | Q     |
| 4       | Tage Ekfeldt     | 1:52,4 | Q     |
| 5       | Tauno Kontio     | 1:52,8 |       |
| 6       | Ludvík Liška     | 1:53,2 |       |
| 7       | Alfred Lasch     | 1:55,4 |       |
| 8       | Manuel Macías    | 1:56,7 |       |

Bieg 2
| Miejsce | Zawodnik            | Czas   | Uwagi |
| ------- | ------------------- | ------ | ----- |
| 1       | Lajos Szentgáli     | 1:51,8 | Q     |
| 2       | Derek Johnson       | 1:51,8 | Q     |
| 3       | Edmund Potrzebowski | 1:52,3 | Q     |
| 4       | René Djian          | 1:52,8 | Q     |
| 5       | Josef Steger        | 1:53,5 |       |
| 6       | Ekrem Koçak         | 1:56,2 |       |

Bieg 3
| Miejsce | Zawodnik           | Czas   | Uwagi |
| ------- | ------------------ | ------ | ----- |
| 1       | Brian Hewson       | 1:50,2 | Q CR  |
| 2       | Audun Boysen       | 1:50,3 | Q     |
| 3       | Gérard Rasquin     | 1:51,6 | Q     |
| 4       | Oleg Agiejew       | 1:51,7 | Q     |
| 5       | Ewangelos Depastas | 1:52,7 |       |
| 6       | Hugo Wallkamm      | 1:55,7 |       |
| 7       | Patrick El Mabrouk | 1:56,0 |       |
| 8       | Ernst Suppan       | 1:58,4 |       |
| 9       | Ünal Somuncuoğlu   | 2:02,6 |       |

Bieg 4
| Miejsce | Zawodnik        | Czas   | Uwagi |
| ------- | --------------- | ------ | ----- |
| 1       | Roger Moens     | 1:51,5 | Q     |
| 2       | Ron Delany      | 1:51,8 | Q     |
| 3       | Friedel Stracke | 1:52,1 | Q     |
| 4       | Urpo Vähäranta  | 1:52,2 | Q     |
| 5       | Hans Ring       | 1:52,7 |       |
| 6       | Gieorgij Iwakin | 1:53,9 |       |
| 7       | Dušan Čikel     | 1:54,2 |       |
| 8       | Miloje Grujić   | 1:55,7 |       |

### Półfinały
Półfinał 1
| Miejsce | Zawodnik            | Czas   | Uwagi |
| ------- | ------------------- | ------ | ----- |
| 1       | Lajos Szentgáli     | 1:50,0 | Q CR  |
| 2       | Ron Delany          | 1:50,2 | Q     |
| 3       | Lucien De Muynck    | 1:50,3 | Q     |
| 4       | Tage Ekfeldt        | 1:50,3 | Q     |
| 5       | Edmund Potrzebowski | 1:51,2 |       |
| 6       | Brian Hewson        | 1:51,2 |       |
| 7       | Olaf Lawrenz        | 1:51,4 |       |
| 8       | Urpo Vähäranta      | 1:51,4 |       |

Półfinał 2
| Miejsce | Zawodnik        | Czas   | Uwagi |
| ------- | --------------- | ------ | ----- |
| 1       | Audun Boysen    | 1:50,6 | Q     |
| 2       | Roger Moens     | 1:50,7 | Q     |
| 3       | Derek Johnson   | 1:51,0 | Q     |
| 4       | Gérard Rasquin  | 1:51,5 | Q     |
| 5       | René Djian      | 1:51,8 |       |
| 6       | Friedel Stracke | 1:52,3 |       |
| 7       | Oleg Agiejew    | 1:52,5 |       |
| 8       | István Bárkányi | 1:52,8 |       |

### Finał
| Miejsce | Zawodnik         | Czas   | Uwagi |
| ------- | ---------------- | ------ | ----- |
| 1       | Lajos Szentgáli  | 1:47,1 | CR    |
| 2       | Lucien De Muynck | 1:47,3 | NR    |
| 3       | Audun Boysen     | 1:47,4 | NR    |
| 4       | Derek Johnson    | 1:47,4 |       |
| 5       | Roger Moens      | 1:47,8 |       |
| 6       | Gérard Rasquin   | 1:51,4 |       |
| 7       | Tage Ekfeldt     | 1:53,8 |       |
| 8       | Ron Delany       | 2:03,5 |       |